# Aqueduct Racetrack (Rockaway Line)
Aqueduct Racetrack is een station van de Metro van New York aan Rockaway Line
Het station bevindt zich langs de Aqueduct Road en Pitkin Avenue. Het is gelegen in de wijk Queens. Het is geopend op 28 juni 1956 en het eerstvolgende station in noordelijke richting is Rockaway Boulevard. In zuidelijke richting naar Aqueduct-North Conduit Avenue
Het station bevindt zich op straatniveau. Metrolijn A rijdt hier alleen op racedagen.